# Transformatorhuisje (Groningen, Esserhaag)
Het transformatorhuisje aan de Esserhaag is een monumentaal transformatorhuisje in de oostelijke Villabuurt van Helpman, een zuidelijke wijk van de stad Groningen.

## Beschrijving

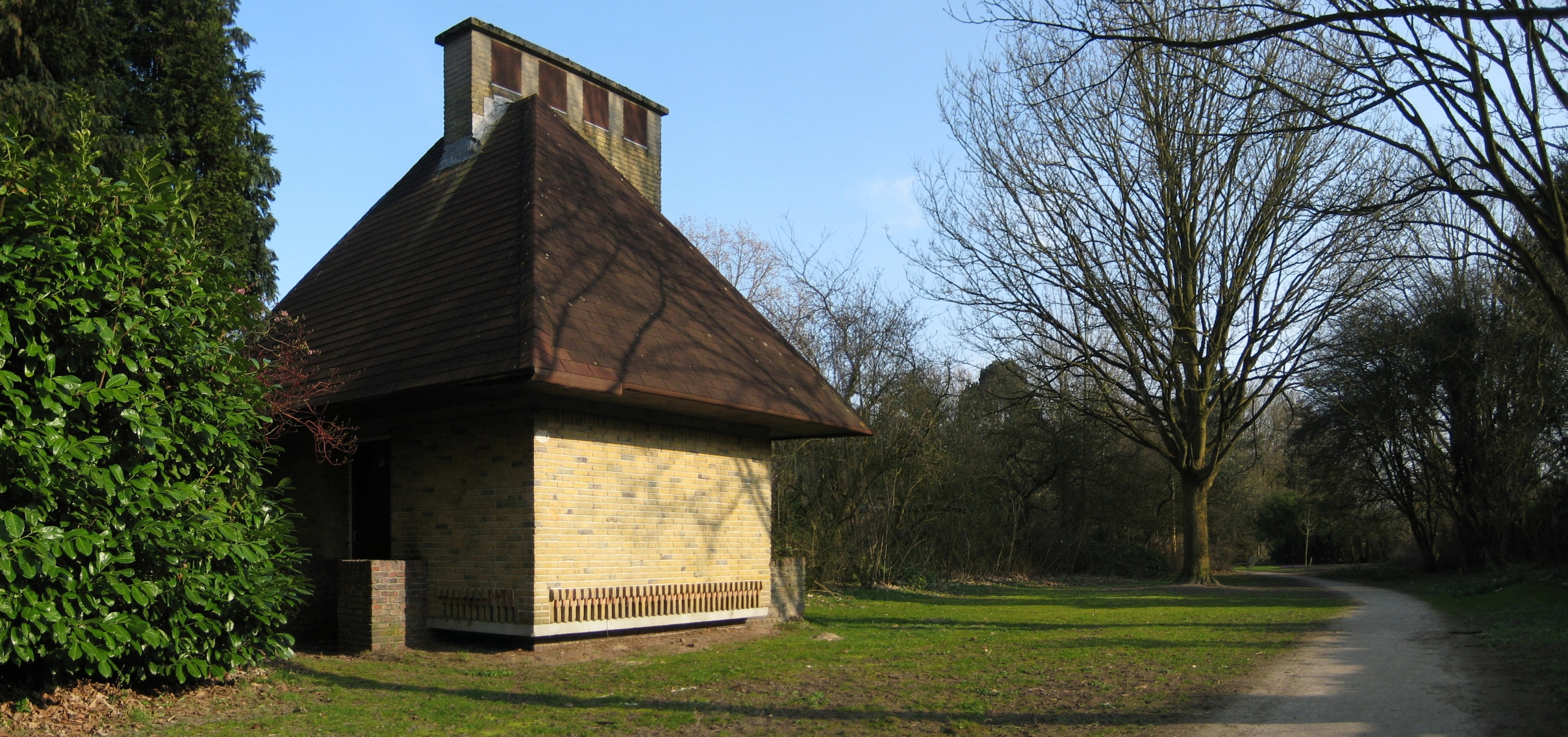
Het transformatorhuisje in 2009

Het vrijstaande transformatorhuisje werd in 1931 gebouwd naar een ontwerp in expressionistische stijl van Siebe Jan Bouma (1899-1959), die toen gemeente-architect van Groningen was. Het is een nagenoeg vierkant gebouwtje van één bouwlaag onder een tentdak, dat wordt gedekt door rood dakleer (oorspronkelijk door dakpannen) en waarop een grote schoorsteen met vier ventilatieroosters is geplaatst. De gevels van het transformatorhuisje zijn gebouwd van gele baksteen en rusten op een betonnen plaat, die zich net boven het maaiveld bevindt. Aan de onderkant zijn ze versierd met twee eveneens in baksteen uitgevoerde rollagen. Onder de betonplaat bevindt zich een basement van paarse mondsteen, dat aan de noord- en zuidzijde is uitgemetseld tot bloembakken. Het huisje heeft in de noord- en oostgevels ingangen met stalen toegangsdeuren. Bij de oostelijke ingangsdeur is eveneens een bakstenen bloembak opgetrokken. Het gebouwtje is in 1995 aangewezen als rijksmonument.